# Тети Кођола (Торино)
Тети Кођола је насеље у Италији у округу Торино, региону Пијемонт.
Према процени из 2011. у насељу је живело 22 становника. Насеље се налази на надморској висини од 510 м.